# Смена-9
«Сме́на-9» — шкальна радянська фотокамера, яку випускало об'єднання ЛОМО від 1969 до 1971 року.
Аналогічна моделі «Смена-8», але без автоспуску.

## Технічні характеристики
- Об'єктив — Триплет «Т-43» 4/40 (три лінзи в трьох компонентах), незмінний, просвітлений. Кут поля зору об'єктива — 55°. Ірисова діафрагма.
- Доступні значення діафрагми від f/4 до f/16.
- Фотографічний затвор — центральний, залінзовий, витримки — 1/15, 1/30, 1/60, 1/125, 1/250 і «В». Зведення затвора не блокується з перемотуванням плівки.
- Тип застосовуваного фотоматеріалу — фотоплівка типу 135 у касетах. Розмір кадра — 24×36 мм.
- Корпус — пластмасовий.